# Llista de fotògrafs
Aquesta és una llista de fotògrafs rellevants, endreçada alfabèticament.
| Índex A B C D E F G H I J K L M N O P Q R S T U V W X Y Z |

Especialitats fotogràfiques:
- art: artística
- arq: arquitectura
- doc: documental
- ero: eròtica, nu, BDSM
- esp: esportiva
- fp: fotoperiodisme
- gue: guerra
- int: interiors
- mod: moda
- nat: natura
- pai: paisatge
- pic: pictorialista
- pub: publicitària
- ret: retrat

| - Abbas - fp - Berenice Abbott - arq, fp, ret - Ansel Adams - art, doc, nat, pai - Mac Adams - art, ret - David Airob - esp, fp - Oriol Alamany - nat, pai - Francesc Alguersuari - José María Alguersuari - Diane Arbus - art, doc, int, mod, ret - Eve Arnold - art, fp, mod, ret - Eugène Atget - doc - Pau Audouard - ret - Lala Aufsberg - art, ero - Richard Avedon - art, fp, mod, ret - Pilar Aymerich - fp - Johannes Theodor Baargeld - pai - Pavel Banka - art, ret - Lurdes R. Basolí - doc, fp - Consuelo Bautista - fp - Herbert Bayer - Felice Beato - doc, fp, gue, ret - Cecil Beaton - mod, ret - Bernd i Hilla Becher - Auguste Belloc- art, ero - Ilse Bing - Werner Bischof - doc, fp - Pep Bonet - fp, ret - Margaret Bourke-White - doc, fp, gue, int, pai, ret - Brian Brake - doc, fp - Bill Brandt - art, doc, gue - Josep Brangulí - fp - Bruno Braquehais - ero - Brassaï - René Burri - ret - Harry Callahan - art, doc, int, pai, ret - Julia Margaret Cameron - art, doc, int, pai, ret - Robert Capa - fp, gue - Joan Caralt Planas - Lewis Carroll - art, ret - Kevin Carter - fp, gue - Henri Cartier-Bresson - art, fp, doc, ret - Josep Maria Casals i Ariet - pai - Francesc Català-Roca - fp, ret - Toni Catany - art, ero, ret - Agustí Centelles - fp, ret - Chargesheimer - art, doc, ret - Alvin Langdon Coburn - Colita - fp, ret - Joan Colom - fp - Anton Corbijn - mod - Gabriel Cualladó - ret - Imogen Cunningham - doc, int, pai, ret - Louis-Jacques-Mandé Daguerre - pai, ret - Bruce Davidson - pai, ret - Raymond Depardon - doc - Jean Dieuzaide - doc, fp, ret - Robert Doisneau - doc, pai, ret - František Drtikol - Harold E. Edgerton - Alfred Eisenstaedt - fp, pai - Ed van der Elsken - pai, ret - Paco Elvira - Elliott Erwitt - art, doc, fp, int, ret - Manel Esclusa - ret - Antoni Esplugas - ret - Walker Evans - doc, fp, ret | - Valentí Fargnoli - Gertrude Fehr - art, ret - Andreas Feininger - Franco Fontana - art - Joan Fontcuberta - art, ret - Eugeni Forcano - fp - Robert Frank - fp, pai, ret - Gisèle Freund - Alberto García-Alix - ret, doc - Cristina García Rodero - fp, ret - Ralph Gibson - art, ero - Wilheim von Gloeden - ero - Emili Godes - ret - Asís González Ayerbe - Carme Gotarde i Camps - ret - Harry Gruyaert - Joan Guerrero - fp, doc - Ernst Haas - doc, ret - Robert Häusser - art - Philippe Halsman - Hiroshi Hamaya - Heinz Held - ret - Fritz Henle - ret - David Octavius Hill - ret - Lewis Wickes Hine - doc, art, ret - David Hockney - art, doc, int, pai, ret - Marta Hoepffner - Candida Höfer - Horst P. Horst - doc, mod, ret - Frank Horvat - George Hoyningen-Huene - Walde Huth - Boris Ignatovich - Irina Ionesco - art, ero - Arno Jansen - art - Alfred Cheney Johnston - ero, ret - Burkhard Jüttner - art, ret - Yousuf Karsh - ret - Benjamin Katz - ret - Peter Keetman - art - André Kertész - doc, fp, int, pai, ret - William Klein - fp - Herlinde Koelbl - art, doc, fp - Alberto Korda - Josef Koudelka - gue, ret - Les Krims - art, ero - David LaChapelle - art, mod - Karl Lagerfeld - mod - Dorothea Lange - doc, ret - Jacques-Henri Lartigue - doc - Annie Leibovitz - art, fp, mod, ret - Herbert List - Dora Maar - Michal Macku - Chema Madoz - art - Pedro Madueño - fp - Sally Mann - art, doc, pic, ret - Kim Manresa - fp - Robert Mapplethorpe - art, ero, mod, ret - Charlotte March - Mary Ellen Mark - doc, ret - Josep Masana - ret - Ramon Masats - fp - Mireya Masó - art - Oriol Maspons - fp, ret - Angus McBean - ret - Will McBride - doc, ret - Steve McCurry - fp - Susan Meiselas - fp - Lee Miller - ret, art, fp, gue - Xavier Miserachs - fp, ret - Tina Modotti - art, doc, ret - László Moholy-Nagy - art - Inge Morath | - Fotògrafs Napoleon - ret - Arnold Newman - Helmut Newton - art, ero, mod, ret - José Ortiz-Echagüe - ret - Ouka Leele - art, ret - Martin Parr - fp, art - Irving Penn - art, mod, ret - Carlos Pérez de Rozas - fp - Carlos Pérez de Rozas i Arribas - Joaquim Pla Janini - pic - Leopoldo Pomés - Man Ray - art, ret - Bettina Rheims - Marc Riboud - art, doc, int, pai - Leni Riefenstahl - fp, int, pai, ret - Herb Ritts - art, mod, ret - Humberto Rivas - ret - Aleksandr Ródtxenko - Narcís Roget - Bru Rovira - fp - Sebastião Salgado - art, fp - Erich Salomon - fp - America Sanchez - ret, pub - Gervasio Sánchez - fp - August Sander - ret - Jan Saudek - art, ret - Arkadi Samuilovitx Schaichet - doc, fp - Karl Hugo Schmölz - arq - Alberto Schommer - ret - Marta Sentís - David Seymour - doc, fp, gue - Kishin Shinoyama - ero, ret - Jeanloup Sieff - W. Eugene Smith - doc, fp, gue - Jordi Socías - fp - Tino Soriano - fp - Edward Steichen - art, pai, ret - Otto Steinert - Bert Stern - Alfred Stieglitz - Paul Strand - art - Josef Sudek - art, ret - William Henry Fox Talbot - Gerda Taro - fp, gue - Sam Taylor-Wood - art, doc, ret - Ricard Terré - fp, ret - Oliviero Toscani - mod, pub - Spencer Tunick - art, doc, mod, ret - Ellen von Unwerth - ero, mod, pub - Javier Vallhonrat - mod - Valentín Vallhonrat - ret - Roser Vilallonga - fp - Andy Warhol - art, doc, mod, ret - Weegee - fp, abs, art - Edward Weston - art, ret - Joel-Peter Witkin - art, doc, ret |